# Levan Kobiashvili
Levan Kobiashvili est un footballeur géorgien né le 10 juillet 1977 à Tbilissi (URSS).

## Carrière sportive

### Fribourg
En 1998, quand Levan Kobiashvili est découvert par Fribourg (D2 allemande), alors qu'il évolue au Dinamo Tbilissi (Géorgie), il n'a que 20 ans et évolue encore au poste de défenseur. Mais en Bundesliga 2, le prodige géorgien marque 3 buts en 26 journées, ce qui fait passer son équipe à la 2e place et donc, en Bundesliga 1, tandis qu'il passe  au milieu.

### Schalke 04
Après 5 saisons éblouissantes à Fribourg, Levan Kobiashvili est racheté pour environ 2 500 000 d'euros par l'équipe de Gelsenkirchen, Schalke 04.
Pour sa première saison sous le maillot de Schalke 04, Levan Kobiashvili commence un vrai calvaire. Une mauvaise adaptation, plusieurs blessures heureusement bénignes, etc. Pendant cette saison, en 29 journées, il ne marque pas un but. À Gelsenkirchen on dit : « C'est sûr, Levan Kobiashvili a perdu sa vista. », ou bien alors : « Levan Kobiashvili n'est pas le bon choix. ».[réf. nécessaire]
Après ces mauvais moments, Levan Kobiashvili est devenu l'un des chouchous du public avec Gerald Asamoah, Kevin Kurányi, Peter Løvenkrands, Halil Altintop. Cependant, il finit par perdre sa place de titulaire et décide en janvier 2010, de rejoindre le Hertha Berlin.

## Palmarès
- FC Dinamo Tbilissi
  - Champion de Umaglesi Liga en 1996, 1997 et 1998.
  - Vainqueur de la Coupe de Géorgie en 1996.
  - Vainqueur de la Supercoupe de Géorgie en 1997.
- SC Fribourg
  - Champion de 2.Bundesliga en 2003.
- Schalke 04
  - Vainqueur de la Coupe de la Ligue allemande en 2005.
  - Vainqueur de la Coupe Intertoto en 2003 et 2004.
- Hertha Berlin
  - Champion de 2.Bundesliga en 2011.

## Sélections
Levan Kobiashvili est le joueur le plus capé en équipe de Géorgie avec 100 sélections pour 12 buts marqués.

## Après carrière
Il possède une licence d'entraîneur et est diplômé en gestion du sport.
Il est élu président de la Fédération géorgienne de football en octobre 2015.